# Cuando seas grande
«Cuando Seas Grande» es una canción compuesta por el músico de rock argentino, Miguel Mateos. Es la primera canción perteneciente a su sexto trabajo discográfico junto a su banda ZAS, Solos en América, editado en 1986.

## Interpretación
La letra trata de un joven que se enfrenta a críticas de sus padres por ser músico de rock. La familia como institución, exige habitualmente una profesión de utilidad para el Estado. Ese "ser alguien"; en el caso de la letra mencionada, se refiere a la posibilidad de obtener un poder político: (O la opción de realmente crecer en medio de la miseria y las penas que eso conlleva, donde a pesar de todo el chico lucha por su superación porque sabe que llegado el momento "cuando alguien apriete el botón" si no logró superarse a sí mismo y a su ambiente será "un perro fracasado".

Nene, ¿qué vas a ser, cuando seas grande?

Estrella de rock and roll, presidente de la Nación.

Miguel Mateos.

En este sentido, ir "cortando cadenas y creciendo contra la miseria"; simbolizan la ruptura entre las normas del “deber ser” aceptado social y culturalmente y una alternativa como estilo de vida sabiendo que hay varias formas de vivir.

## Créditos
- Miguel Mateos: Voz y sintetizadores.
- Carlos Alberto García López: Guitarra eléctrica.
- Cachorro López: Bajo.
- Alejandro Mateos: Batería.